# Tanti
Tanti es una ciudad del departamento Punilla de la provincia de Córdoba, Argentina. Se encuentra ubicado en el sector sudoeste del Valle de Punilla a 865 m s. n. m. y a poco más de 50 km de la ciudad de Córdoba.
Tanto la localidad como su entorno presentan características ricas en cuanto a la topografía e hidrografía, con numerosos cerros, quebradas y valles que ofrecen vistas panorámicas de sus arroyos, cascadas, grutas, formaciones graníticas y múltiples paisajes.

## Geografía

### Población
Cuenta con 11,020 habitantes (Indec, 2022), lo que representa un incremento del 41% frente a los 6,554 habitantes (Indec, 2010) del censo anterior. Integra el aglomerado denominado Tanti - Villa Santa Cruz del Lago - Estancia Vieja que cuenta con una población de 9,745 habitantes (Indec, 2010).
| Gráfica de evolución demográfica de Tanti entre 1991 y 2022 |
|                                                             |
| Fuente: Censos nacionales del INDEC                         |

### Flora
Árboles como el caranday, espinillos, sauce criollo, algarrobos blancos y negros, chañar y molle; arbustos como el piquillín, la jarilla, helechos varios (presentes en la "Cueva de los Helechos"), el romerillo, los cactus. Un clásico cordobés son las hierbas medicinales y aromáticas; en Tanti encontramos barba de piedra, marcela, poleo, malva, yerba buena, berro, tomillo y peperina.

## Historia
La localidad de Tanti fue fundada el 23 de marzo de 1848 con la habilitación de la capilla Nuestra Señora del Rosario. Sin embargo, la ocupación del espacio regional serrano de la población se remonta a épocas muy lejanas, es decir con los movimientos migratorios de los indígenas que poco a poco fueron poblando el continente americano. Gracias al asentamiento de las etnias originarias se desarrollaron sociedades complejas como la comechingón, en armonía con el ambiente, dedicados a la agricultura y a la ganadería y crearon un elaborado sistema social. Esta situación se mantuvo durante años hasta su usurpación efectuada por la llegada de los sanavirones y luego con la llegada de los colonizadores españoles a la ciudad de Córdoba, y a la región en 1573. 
Así, durante los siglos XVI y XVII lo que hoy es Tanti y sus alrededores en aquella época llevaban el nombre de Merced de Quisquizacate y era una estancia de ganadería. A partir de la segunda mitad del siglo XVII Juan Liendo adquiere estas tierras y emplaza tres estancias denominadas Santa Ana, Tanti y Tanticuchu. De esta manera, la estancia Tanti comienza a operar en el mercado peruano produciendo e invernando ganado mular necesario para el acarreo de plata, oro, estaño y cobre en las minas del lejano Alto Perú, lo que fue el principal sostén económico de la época al tiempo que el nombre de la estancia iba dando el nombre al paraje. Durante los años 1800 y 1900 se fueron constituyendo pequeños caseríos que poco a poco fueron dándole forma al pueblo a la vez que se fueron unificando las estancias. 
Debido a que la localidad de Tanti se fue desarrollando lentamente, no existe una fecha precisa de su fundación, es por este motivo que se toma el día de la habilitación de la capilla. La misma fue construida durante el período colonial en tierras de la familia Bustos, y en 1966 fue elevada a la categoría de parroquia.

## Toponimia
El nombre Tanti significa “solar de piedra” en la lengua hablada por los comechingones aborígenes que habitaron la región y en lengua quechua "lugar del encuentro".

## Cómo llegar

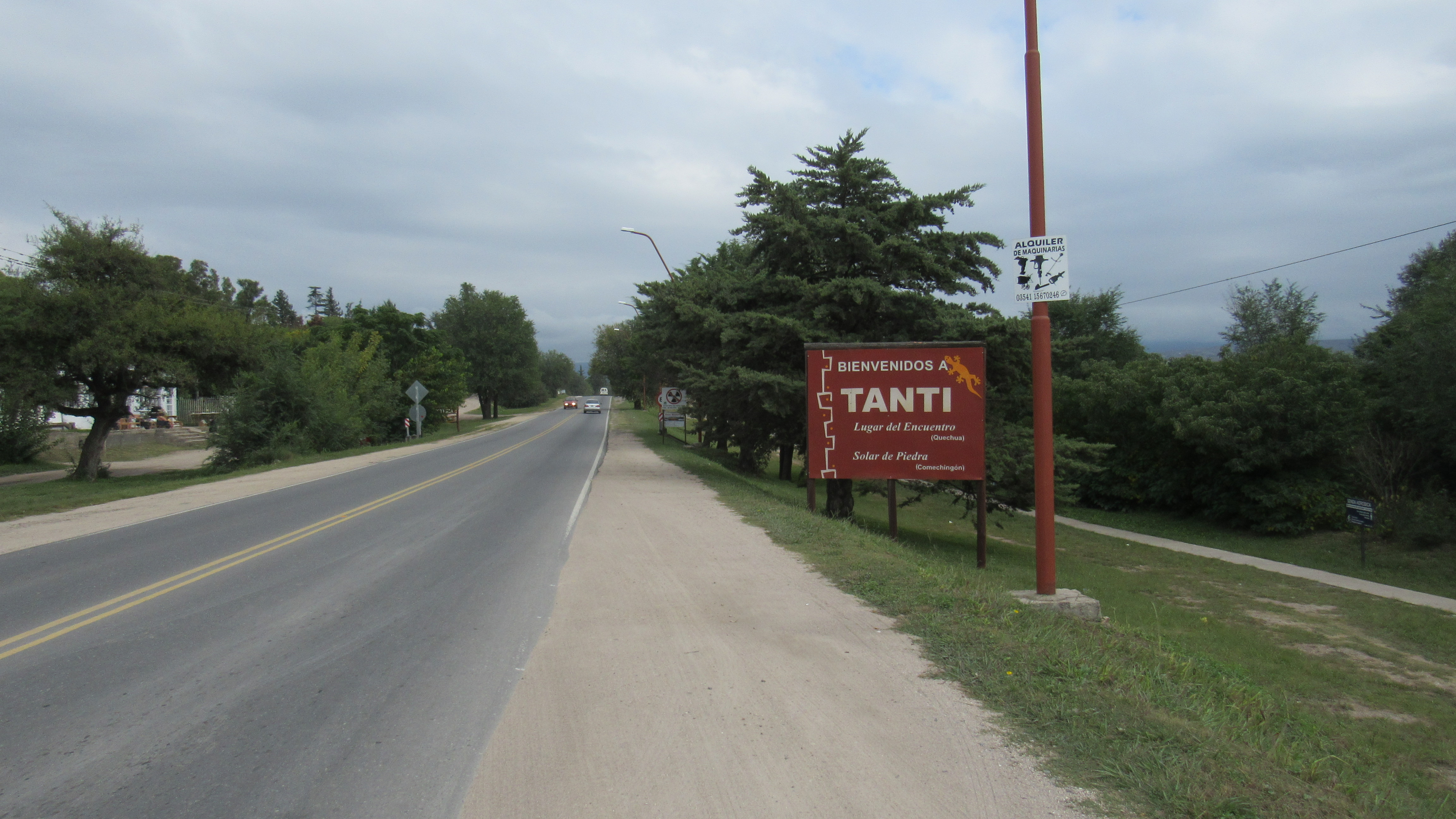
Entrada Este a Tanti por la ruta provincial 28

Desde el este por la RN 38, después de atravesar Villa Carlos Paz, se desvía en el empalme con la ruta provincial 28 y después de 10 km se llega a Tanti, la RN 38 sigue hacia el norte atravesando todas las localidades del valle.
Hacia el oeste la RP 28 es un camino de ripio; pasando por Los Gigantes se llega a Taninga, Salsacate, Los Túneles, hasta el límite con la provincia de La Rioja. Antiguamente, ésta era la traza de la RN 20.

## Turismo
El motor económico de la localidad de Tanti es sin dudas el turismo. Colonias, hoteles, hosterías, casas de alquiler y numerosos complejos de cabañas conforman una completa oferta de alojamiento. Con respecto a la gastronomía, el pueblo cuenta con bares, restaurantes, rotiserías y varios locales que ofrecen al turista comidas típicas y convencionales.
El verano es la época de mayor afluencia de turistas a la localidad, principalmente el mes de enero. En febrero se lleva a cabo el Festival del Cordero Serrano, que es una excelente oportunidad para conocer Tanti y disfrutar uno de sus platos más típicos.

## Sitios de interés
Tanti es una villa que se recuesta sobre el arroyo Tanti que, con el nombre de Mojarras es uno de los ríos que alimenta al Lago San Roque, centro turístico de excelencia, junto al que se desarrolló la ciudad de Villa Carlos Paz. En su paso por el pueblo, el arroyo Tanti da lugar a numerosos balnearios. Los más conocidos son El Diquecito, La Isla, El Remanso, La Olla, Sans Soucí y Los Árboles entre otros.

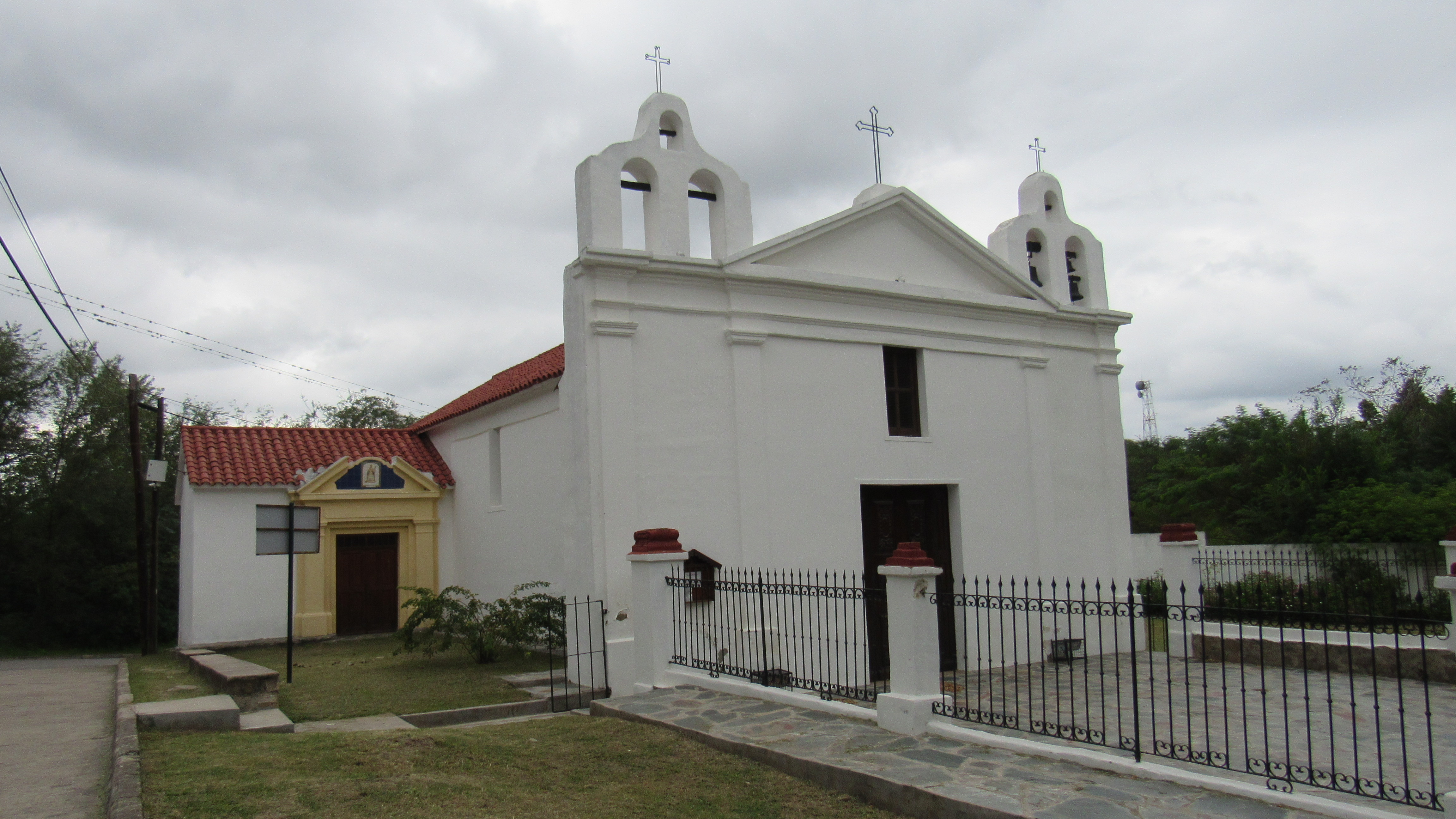
Parroquia Nuestra Señora del Rosario

A los aficionados al montañismo, Tanti les brinda Los Gigantes, un macizo de roca granítica con numerosas cumbres escarpadas.
Asimismo se pueden visitar la "Cueva de los Helechos", el "Pozo del Indio", el "Salto de la Virgen", el "Trono del Diablo", la "Trompa del Elefante" (estos dos últimos en la vecina Villa Flor Serrana), la cueva de los Pajaritos, el chorro La vieja y la Reserva los Chorrillos, que cuenta con un salto natural de agua de 115 m de altura, siendo el más alto de las sierras de Córdoba. 
Tanti también tiene numerosos sitios de interés cultural para visitar. La iglesia de Nuestra Señora del Rosario, que data del año 1848, La gruta de San Cayetano y la Virgen de la Medalla Milagrosa, La Cruz de Fátima, el Monumento a la familia y la feria de artesanos (habilitada en verano).

## Cultura

### Fundación de Historia y Patrimonio Natural de Tanti
La Institución surge por iniciativa de vecinos de la localidad, consolidándose al comienzo como Junta de Historia, siendo el objetivo principal el rescate, resguardo y difusión de la historia de Tanti.  
La primera tarea fue convocar a la población para que colabore con fotografías, documentos, planos, mapas, etc. las que fueron  digitalizadas. Desde el comienzo elaboraron un archivo digital que pudiese estar al alcance de todo investigador y persona interesada.
Comenzaron escaneando un álbum de fotografías prestado por la Dirección de turismo y cultura de Tanti, unas 519 fotos. Estas fotografías representan historias familiares, escenas de lugares turísticos de Tanti, automóviles antiguos, vestimentas diferentes, y escenas que constatan información visual sobre la localidad. También fueron agregando información brindada por algún investigador de otras localidades que colaboraron con datos y notas.
Sumaron al proyecto la profundización de las fuentes que pudiesen brindar información a través de material o relatos orales sobre la historia de Tanti. Se incorporaron posteriormente grabaciones orales a personas de edad avanzada que colaboraron con datos e información.
La Junta participó del XXXVI Encuentro de la RIEHC en donde presentaron la institución, todavía sin personería formada. Al año siguiente Tanti fue sede del XXXVII Encuentro de RIEHC siendo la Junta de Historia una de las tres instituciones organizadoras de tan relevante evento. Entre las actividades culturales desarrolladas para ese momento se declaró de importancia cultural y patrimonial a la iglesia de Nuestra Señora del Rosario; hito fundacional de Tanti.
En diciembre de 2017 el municipio de Tanti dona a la Junta de Historia un terreno de 600 m² a solicitud de la institución para poder llevar a cabo el proyecto de creación de un Museo de Historia y Ciencias Naturales que resguarde la identidad de Tanti. Por este motivo comenzaron las gestiones para realizar la personería jurídica, la que se definió en abril de 2019 pasándose a llamar Fundación de Historia y Patrimonio Natural de Tanti.
El 23 de marzo de 2018 hicieron la presentación en sociedad en el 170 Aniversario de la ciudad, en donde dieron a conocer el proyecto arquitectónico del futuro Museo de Historia y Ciencias Naturales de Tanti.
Han desarrollado acciones culturales como: charlas de temáticas históricas: “La mensajería en Córdoba en el siglo XIX” por Martín Del Prato; “Recuperación de la memoria histórica y su problemática” por Sergio Morel; charla en escuela San José sobre el patrimonio cultural, charla por motivo de la semana de la memoria en la Escuela Sarmiento; trabajo de reedición del libro “Tanti, historia y belleza serrana” de Cristina Coudray; se hicieron presentes en el reconocimiento otorgado al historiador Eldor Bertorello en la ciudad de Carlos Paz; en el 33 aniversario de la biblioteca popular Rosa Areal de Molina, participaron del Día Nacional de los Monumentos el 4 de mayo de 2019 organizado por la Comisión Nacional de Monumentos, estuvieron presentes en la inauguración de cancha para ciegos en la localidad; en la inauguración de la restauración de la iglesia de Nuestra Sra. Del Rosario (hito fundacional); charla sobre “Reforestación del tabaquillo en la cuenca hídrica Los Gigantes” desarrollado en la escuela técnica IPETYM 84 Jorge Vocos Lescano; presentación del libro “Siendo, amando, aprendiendo” de la escritora Nadia E. Vidal; inauguración de la primera etapa del "Museo a cielo abierto” el 23 de diciembre de 2019 declarado de Interés cultural y municipal por el Concejo Deliberante de Tanti por resolución 04/20.
Las líneas de acción son tendientes al rescate, resguardo, difusión de la historia de Tanti como también toda actividad que propenda al desarrollo cultural de la localidad.

### Museo de Historia y Ciencias Naturales de Tanti

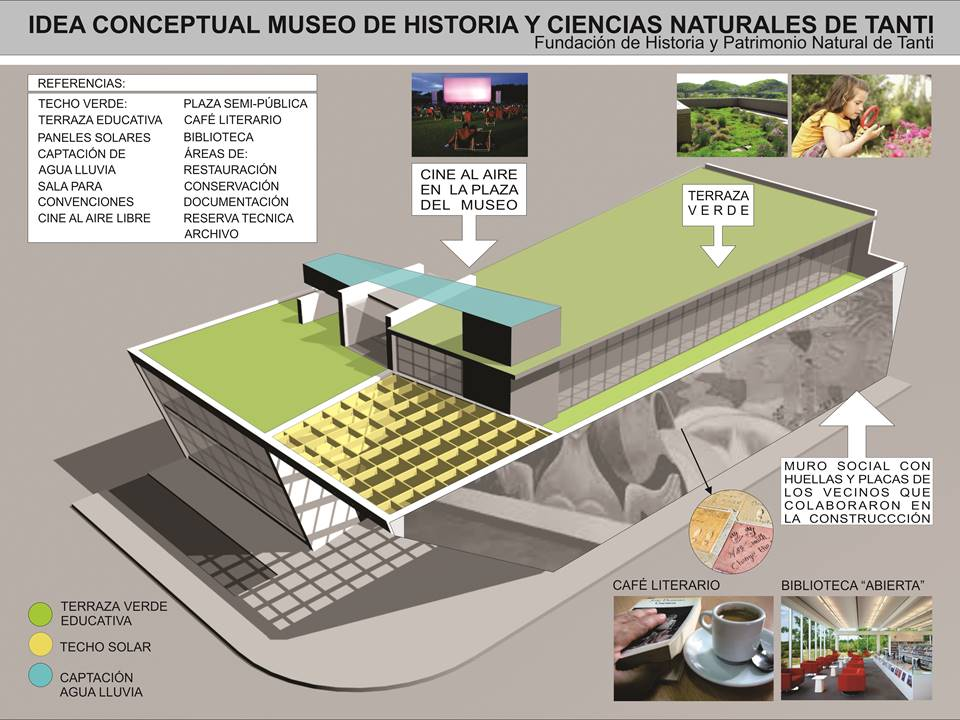
Museo de Historia y Ciencias Naturales de Tanti

La Fundación de Historia y Patrimonio Natural de Tanti se ha abocado a construir el Museo de Historia y Ciencias Naturales de Tanti, en un terreno donado por el Municipio, en el barrio El Parador.
Este museo se propone como un espacio sostenible, respetuoso del entorno, que utiliza materiales y mano de obra local, con normas de accesibilidad e inclusión universal, pensado como un activador social que aportará al barrio y al pueblo de Tanti un desarrollo cultural y educativo. Se proyectan espacios como: 
- Una plaza semipública con parcelas educativas de flora nativa y con experiencias multisensoriales para incluir a las personas con capacidades diferentes. En esta plaza se proyecta Cine bajo las estrellas, se organizan conciertos y espectáculos públicos.

- En la planta baja cuenta con un café literario, biblioteca y sala de exposición permanente.

- En el primer piso se disponen las reparticiones técnicas donde se realizarán tareas de restauración y conservación de obras, con una pasarela vidriada para visitas educativas. Cabe destacar que es el único museo que realiza estas tareas en todo el valle de Punilla y zonas aledañas.

- El segundo piso es una planta terraza semi cubierta tecno-educativa con un área de recolección de agua de lluvia, techo vivo y aprovechamiento máximo de la bioclimática del entorno. Además cuenta con una sala de convenciones con vista 360° a las Sierras.

### Museo a Cielo Abierto de Tanti

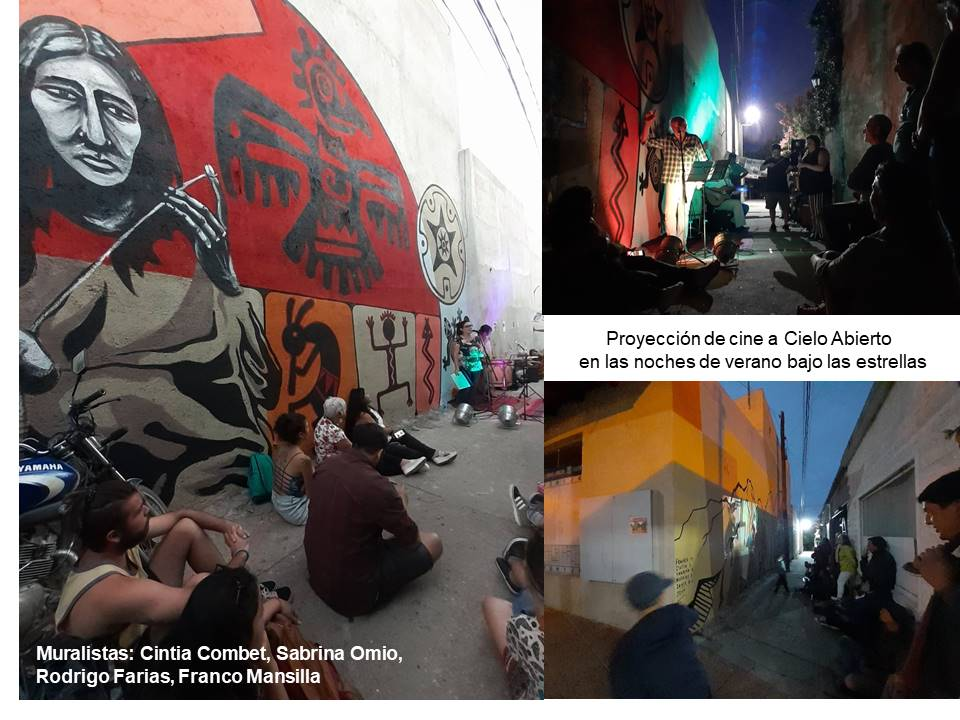
Museo a Cielo Abierto de Tanti

El 23 de diciembre de 2019, se consolidó la primera etapa del primer Museo a Cielo Abierto de la localidad y la zona, siendo declarado por el Concejo Deliberante de Interés Municipal (Resolución 04/20)
El mural representa las Memorias del lugar, con base en la escucha de las narrativas locales, revitalizando también esta área, equipándola urbanísticamente, eso implica mobiliario urbano con bancos con parcelas demostrativas de flora nativa, iluminación nocturna, Minibiblioteca pública y diseños lúdicos para niños en el piso, siendo también un “espacio activador” de eventos culturales como Cine al Aire Libre, Teatro, poesía y música.
La identidad es una de las más sobresalientes expresiones de la cultura contemporánea.
La pertenencia es algo identitario, desde la antropología se señala que la memoria es la construcción o reconstrucción de sí a lo largo del tiempo, y es fundamental en la conformación de cualquier identidad.
Memoria e identidad se complementan indisociablemente, se refuerzan mutuamente en un juego dialéctico de esos dos elementos, muestra que el discurso identitário se teje a partir de la memoria, complementándose con la tradición y el pasado que son tallados, así, a la medida de las necesidades del sujeto, sea este individual o colectivo.
Muchas sociedades modernas se originan en las crisis de las certezas presentes en los grandes relatos emancipadores y en la idea del progreso indefinido, en el desdibujamiento de grandes paradigmas de referencia y en la dilución de identidades. De ahí que en estos tiempos, la experiencia de este imaginario espacial que nos proponemos con el Museo a Cielo Abierto sea una afirmación de un espacio propio, que deviene en una promesa de conciencia y subjetividad.
Este patrimonio cultural y natural pertenece a todos aquellos pueblos que tienen el derecho y la responsabilidad de valorarlo y conservarlo. Es fundamental para nosotros comunicar su significado y preservarlo tanto para la comunidad anfitriona, como para los visitantes, porque somos un pueblo turístico y debemos facilitar ese diálogo en una relación dinámica, beneficiando también el desarrollo de la localidad. El hecho de que los turistas conozcan nuestro patrimonio cultural, es altamente positivo. Se les ofrece una serie de acciones para potenciar su asimilación, sirviendo para reforzar la estima que esos factores identitarios tienen sobre sus pobladores.

## Imágenes

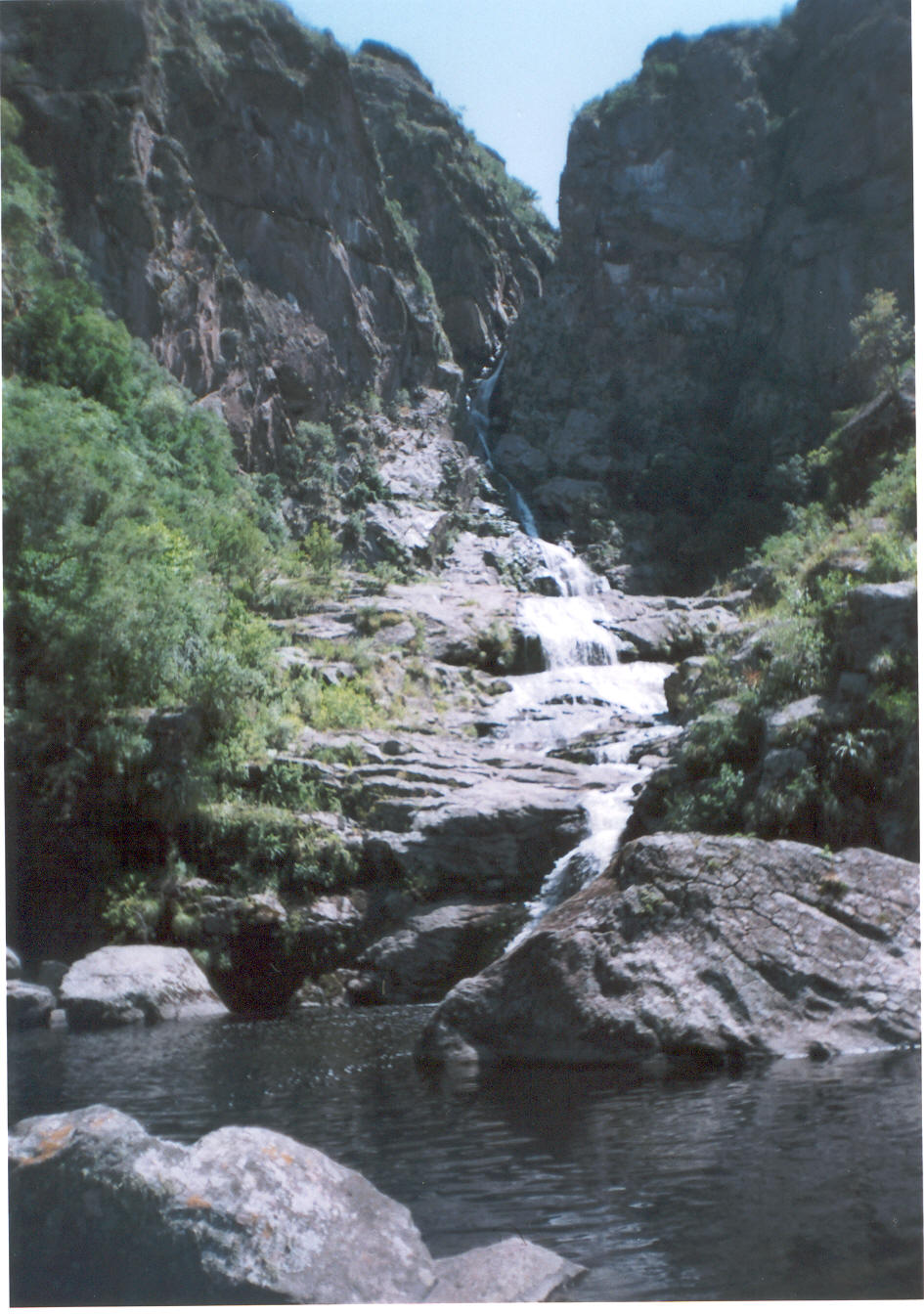
Los Chorrillos.
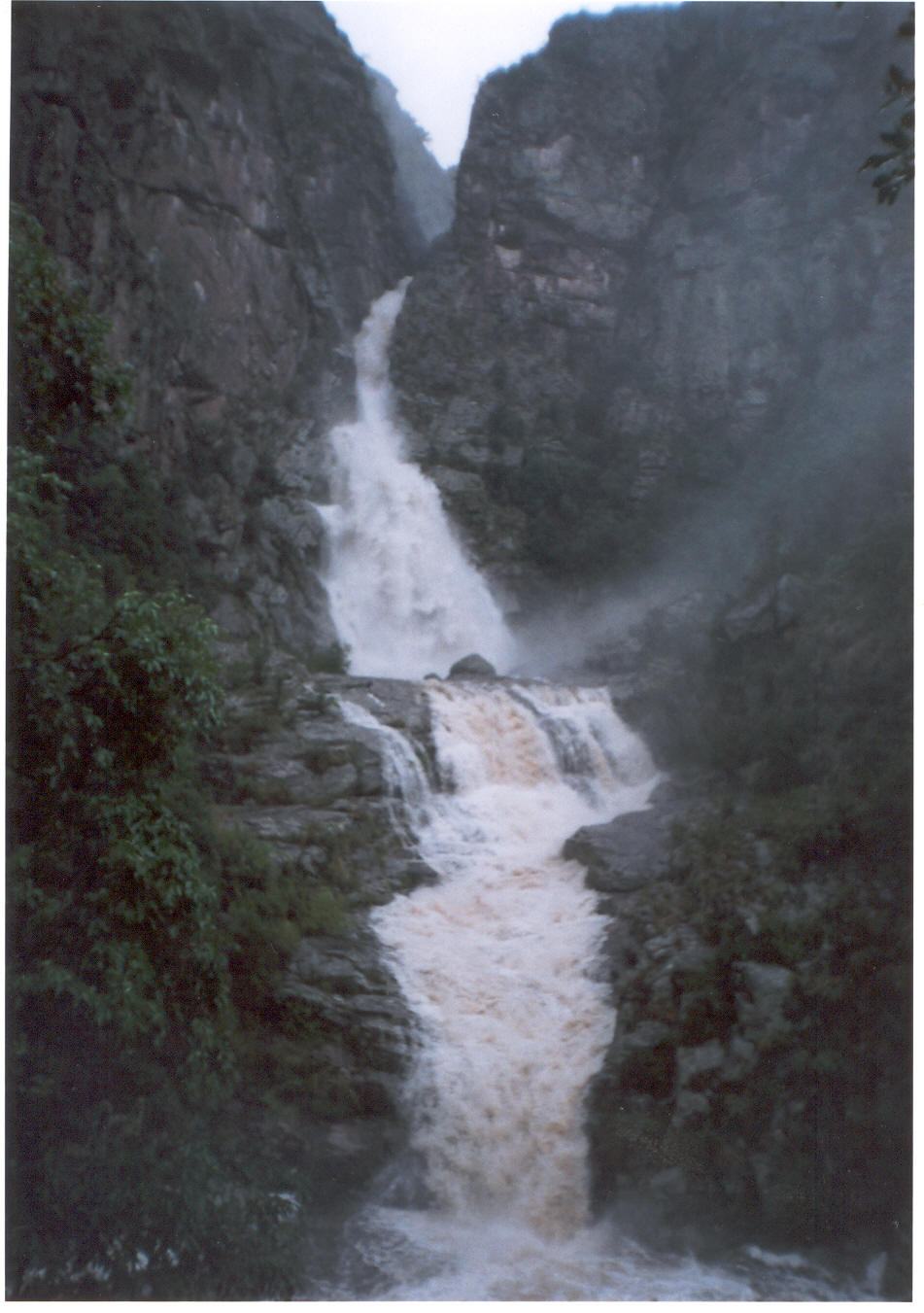
Los Chorrillos crecida.
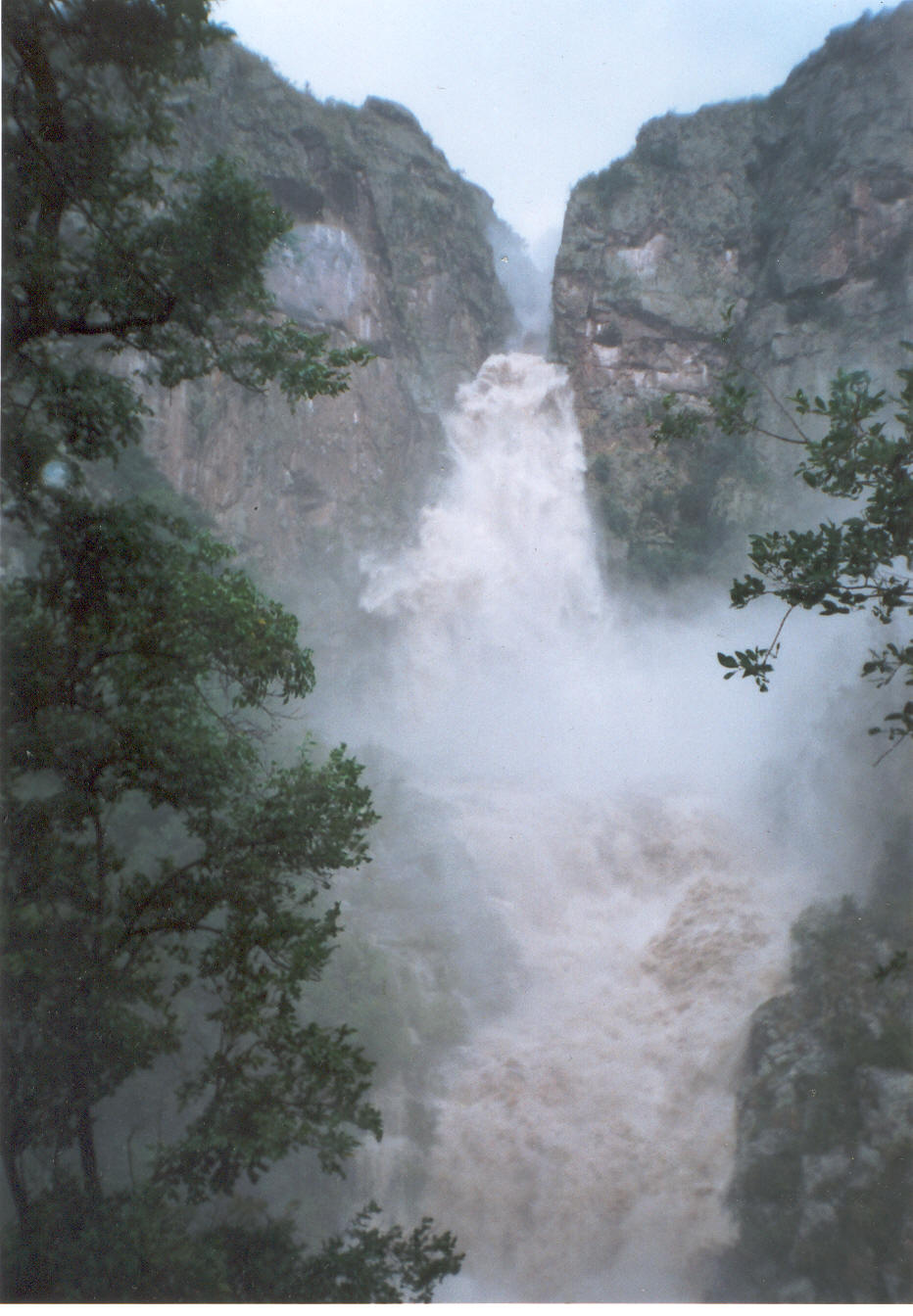
Los Chorrillos muy crecida.